# Edwardsia vegae
Edwardsia vegae är en havsanemonart som beskrevs av Oscar Henrik Carlgren 1921. Edwardsia vegae ingår i släktet Edwardsia och familjen Edwardsiidae. Inga underarter finns listade i Catalogue of Life.